# Euphorbia quadrilatera
Euphorbia quadrilatera ist eine Pflanzenart aus der Gattung Wolfsmilch (Euphorbia) in der Familie der Wolfsmilchgewächse (Euphorbiaceae).

## Beschreibung
Die sukkulente Euphorbia quadrilatera wächst als locker verzweigter Strauch bis etwa 2 Meter Höhe. Die vierkantigen Triebe werden bis 2,5 Zentimeter breit und sind grün gefärbt mit einer dunklen Marmorierung. An den Kanten der Triebe sind im Abstand von 1 bis 2,5 Zentimeter buchtige Zähne vorhanden. Die verlängerten Dornschildchen sind an der Basis zu einer 1,5 Millimeter langen deutlichen Spitze geformt und zu einem Hornrand verwachsen. Es werden 5 bis 10 Millimeter lange Dornen und Nebenblattdornen bis 2 Millimeter Länge ausgebildet.
Der Blütenstand besteht aus einzelnen und einfachen Cymen, die nahezu sitzend sind. Die Cyathien werden 8 Millimeter groß. Die rechteckigen Nektardrüsen berühren sich und sind gelb gefärbt mit roten Rändern. Die stumpf gelappte Frucht wird etwa 3,5 Millimeter lang und 6 Millimeter breit. Sie ist nahezu sitzend. Der eiförmige Samen wird etwa 2 Millimeter groß und ist mit sehr kleinen Warzen besetzt.

## Verbreitung und Systematik
Euphorbia quadrilatera ist im Süden von Tansania zwischen Felsen in Höhenlagen von 1500 bis 2100 Meter verbreitet.
Die Erstbeschreibung der Art erfolgte 1980 durch Leslie Charles Leach.